# NGC 5562
NGC 5562 est une galaxie lenticulaire relativement éloignée et située dans la constellation du Bouvier. Sa vitesse par rapport au fond diffus cosmologique est de 9 381 ± 17 km/s, ce qui correspond à une distance de Hubble de 138,4 ± 9,7 Mpc (∼451 millions d'al). NGC 5562 a été découverte par l'astronome allemand Wilhelm Tempel en 1883.
Selon la base de données Simbad, NGC 5562 est une galaxie LINER, c'est-à-dire une galaxie dont le noyau présente un spectre d'émission caractérisé par de larges raies d'atomes faiblement ionisés.